# Lelde Priedulēna
Lelde Priedulēna, född 20 juli 1993, är en lettisk idrottare som tävlar i skeleton.
Hon har deltagit i Olympiska vinterspelen 2014 och Olympiska vinterspelen 2018 men där blev det inga medaljer.